# جورج إيستمان
كان جورج إيستمان  (من 12 من يوليو 1854م حتى 14 من مارس 1932م) مُخترعًا ورجل أعمال أمريكي، وهو الذي أسَّس شركة إيستمان كوداك واخترع الفيلم الملفوف، مما ساعد على تحقيق شعبية هائلة لـالتصوير الفوتوغرافي. وكان الفيلم الملفوف أيضًا الأساس لاختراع الفيلم السينمائي في عام 1888م من قِبل السينمائيين الأوائل في العالم إدوارد مويبريدج ولويس لو برينس، وبعد سنوات قليلة من قِبل أتباعهم ليون بولي وتوماس إديسون، والأخوة لوميير، وجورج ميلييس.
كان إيستمان فاعلاً للخير بشكل كبير ومؤسسًا لمعهد إيستمان للموسيقى، ومعاهد طب الأسنان والطب في جامعة روتشستر؛ ومساهمًا في معهد روتشستر للتكنولوجيا (RIT) وتشييد الحرم الجامعي الثاني لـمعهد ماساتشوستس للتقنية (MIT) على نهر تشارلز؛ ومتبرعًا لجامعة توسكيجي وهامبتون. وبالإضافة إلى ذلك، وفَّر إيستمان الأموال لعيادات في لندن ومدن أوروبية أخرى لخدمة السكان ذوي الدخل المنخفض.
في السنوات القليلة الأخيرة من حياته، عانى إيستمان من ألمٍ مُزمن وانخفض أدائه الوظيفي بسبب مرض العمود الفقري. وفي 14 من مارس 1932م، أطلق إيستمان الرصاص على نفسه، تاركًا مُلاحظةً نَصُها، «لأصدقائي: تمَّ عملي. فلِمَ أنتظر؟»
وقد تم تخصيص منزل جورج إيستمان الذي لا يزال موجودًا، باسم المتحف الدولي للتصوير والسينما، كمَعلَم تاريخي قومي.

## النشأة
وُلدَ إيستمان في ووترفيل، نيويورك وهو الابن الأصغر لجورج واشنطن إيستمان وماريا إيستمان (كيلبورن قبل الزواج)، في المزرعة التي اشتراها والديه عام 1849. كان لديه شقيقتان أكبر سنًا، إلين ماريا وكاتي. وقد تلقى تعليمًا ذاتيًا، على الرغم من أنه التحق بمدرسة خاصة في روتشستر بعد سن الثامنة. وفي أوائل الأربعينيات من القرن التاسع عشر، أنشأ والده كلية إيستمان التجارية في روتشستر، نيويورك. أصبحت المدينة واحدة من أكثر المدن المزدهرة في الولايات المتحدة. تخلت الأسرة عن المزرعة وانتقلت إلى روتشستر في عام 1860 عندما بدأت صحة والده في التدهور وتوفي نتيجة مرض في الدماغ في مايو من عام 1862. وضعته والدته في مدرسة داخلية من أجل تحمل تكاليف تعليمه.
أُصيبت الابنة الثانية، كاتي، بشلل الأطفال عندما كانت صغيرة وماتت في أواخر عام 1870 عندما كان جورج يبلغ من العمر 15 عامًا. ترك جورج الشاب المدرسة في وقت مبكر وبدأ العمل للمساعدة في إعالة أسرته. عندما بدأ إيستمان في تحقيق النجاح في مجال التصوير الفوتوغرافي، تعهد بتعويض والدته عن المصاعب التي تحملتها خلال تربيته.

## مهنته
حصل إيستمان في عام 1884، على براءة اختراع لفيلمه الأول. وفي عام 1888، طوّر كاميرا كوداك السوداء (إيستمان هو من اخترع كلمة كوداك). صاغ أيضًا الشعار المشهور، «أنت تضغط على الزر، ونحن نقوم بالباقي» الذي سرعان ما أصبح شائعًا بين العملاء. قدّم إيستمان مخزون الأفلام الخاص به لأول مرة في عام 1889، وبحلول عام 1896 أصبح المورد الرئيسي لمخزون الأفلام دوليًا. أسّس شركته تحت اسم إيستمان كوداك، في عام 1892. استمرت التحسينات في مخزون الأفلام الملونة بعد وفاته.
سعى إيستمان في عصر الأنشطة النقابية المتزايدة لمواجهة الحركة النقابية من خلال وضع برامج لإعانة العمال، إذ أنشأ في عام 1910 برنامجًا لتقاسم الأرباح لجميع الموظفين. ونظرًا لكونه كان قائدًا تقدميًا في ذلك الوقت، رُقّيت فلورنس ماكانياني لتكون رئيسةً لقسم شؤون الموظفين. وكانت واحدةً من أولى النساء اللواتي شغلن منصبًا تنفيذيًا في شركة أمريكية كبرى.

## حياته الشخصية
لم يتزوج جورج إيستمان أبدًا، وكان قريبًا جدًا من والدته وشقيقته وعائلتها. عاش علاقة أفلاطونية طويلة مع جوزفين ديكمان، مغنية وزوجة شريك الأعمال جورج ديكمان، وأصبح قريبًا منها بشكل خاص بعد وفاة والدته، ماريا إيستمان، في عام 1907. وكان أيضًا لديه شغف في السفر وعزف البيانو.
كانت خسارة والدته، ماريا، محطمة له، وقد وجد نفسه للمرة الأولى غير قادر على التحكم في عواطفه أمام أصدقائه. وأوضح لاحقًا: «عندما ماتت أمي بكيت طوال اليوم» «لم أستطع التوقف لإنقاذ حياتي». لم يستطع جورج فعل ما يكفي لأمه خلال حياتها بسبب تردد والدته في قبول هداياه، لكنه واصل تكريمها بعد وفاتها. وفي 4 سبتمبر من عام 1922، افتُتح مسرح إيستمان في روتشستر، والذي تضمن قاعة موسيقى ومسرح كيلبورن، تكريمًا لذكرى والدته.

## سنواته الأخيرة
ارتبط إيستمان بشركة كوداك بصفة إدارية وتنفيذية تجارية حتى وفاته؛ وساهم كثيرًا في تطوير منشآت البحث البارزة. أسّس في عام 1911 بنك إيستمان للائتمان والتوفير.
كان أحد محبي عمل الخير البارزين في عصره، إذ تبرّع بأكثر من 100 مليون دولار لمشاريع مختلفة في روتشستر؛ وكامبريدج بولاية ماساتشوستس، ولجامعات وكليات السود التاريخية في الجنوب وفي العديد من المدن الأوروبية. أنشأ في عام 1918 مدرسة إيستمان للموسيقى في جامعة روتشستر، بالإضافة إلى مدرسة للطب وطب الأسنان في عام 1921.

## وصلات خارجية
- جورج إيستمان على موقع الموسوعة البريطانية (الإنجليزية)
- جورج إيستمان على موقع إن إن دي بي (الإنجليزية)